# Corgatha castanea
Corgatha castanea är en fjärilsart som beskrevs av George Francis Hampson 1896. Corgatha castanea ingår i släktet Corgatha och familjen nattflyn. Inga underarter finns listade i Catalogue of Life.